# Crossopriza
Genre
Synonymes
- Ceratopholcus Spassky, 1934
- Tibiosa González-Sponga, 2006

Crossopriza est un genre d'araignées aranéomorphes de la famille des Pholcidae.

## Distribution
Les espèces de ce genre se rencontrent en Asie et en Afrique sauf Crossopriza lyoni qui est de répartition cosmopolite par introduction.

## Liste des espèces
Selon World Spider Catalog (version 23.0, 17/03/2022) :
- Crossopriza dhofar Huber, 2022
- Crossopriza ghul Huber, 2022
- Crossopriza ibnsinai Huber, 2022
- Crossopriza illizi Huber, 2022
- Crossopriza johncloudsleyi Deeleman-Reinhold & van Harten, 2001
- Crossopriza kandahar Huber, 2022
- Crossopriza khayyami Huber, 2022
- Crossopriza kittan Huber, 2022
- Crossopriza lyoni (Blackwall, 1867)
- Crossopriza maculipes (Spassky, 1934)
- Crossopriza malegaon Huber, 2022
- Crossopriza manakhah Huber, 2022
- Crossopriza miskin Huber, 2022
- Crossopriza moqal Huber, 2022
- Crossopriza parsa Huber, 2022
- Crossopriza pristina (Simon, 1890)
- Crossopriza sahtan Huber, 2022
- Crossopriza sanaa Huber, 2022
- Crossopriza semicaudata (O. Pickard-Cambridge, 1876)
- Crossopriza sengleti Huber, 2022
- Crossopriza soudanensis Millot, 1941
- Crossopriza srinagar Huber, 2022
- Crossopriza surobi Huber, 2022
- Crossopriza tiwi Huber, 2022

## Systématique et taxinomie
Ce genre a été décrit par Simon en 1893 dans les Pholcidae.
Tibiosa a été placé en synonymie par Huber en 2009.
Ceratopholcus a été placé en synonymie par Huber, Colmenares et Ramírez en 2014.

## Publication originale
- Simon, 1893 : Histoire naturelle des araignées. Paris, vol. 1, p. 257-488 (texte intégral).